# 凌飛俊毅
凌飛俊毅是一個貴州貴陽的說唱歌手組合。其成員有吳凌飛和李俊毅，两人都是贵阳人。其中吳凌飛主要負責寫詞，李俊毅主要負責編曲和製作。他們著有《貴陽古惑仔》、《貴陽背篼》、《貴陽小吃》、《敗類》、《窮人脾氣大》等歌曲，多爲反映、揭露、批判當時社會現實的貴陽話說唱。其中最爲著名的《敗類》和《窮人脾氣大》在貴陽產生了很大的反響。

## 歷史沿革[1][2][3][4][5]
李俊毅於1982年出生於貴州貴陽，受其父影響，從小接觸音樂。
俊毅3歲學習鍵盤類樂器，4歲學習鋼琴，後進入貴陽市第四軍樂團學習長號，並擔任長號手，此外還學過笛子、二胡等樂器。
上大學時，俊毅經常在課堂上聽音樂，而且愛唱反調，引起班長不滿。班長和班主任搞上師生戀後，俊毅在離大學畢業還剩兩個月時被學校開除。
離開大學的四年間，俊毅輾轉各地，組建樂隊，當駐唱歌手。
2003年，俊毅回到貴陽，並開始嘗試說唱風格。
2005年的一天，凌飛來找俊毅玩。俊毅當時在做伴奏，而凌飛無事可做，於是俊毅叫凌飛去寫詞，並教他如何押韻和分段。後來，俊毅發現凌飛寫出的詞還不錯，在自己修改並添加了一些詞之後做出了他們的第一首歌：《貴陽古惑仔》。
《貴陽古惑仔》當時被俊毅發表在貴陽電信音樂自由地的網站上，短短一星期內就收穫了五十多萬的播放量，有上千位網友回了貼，甚至還有古惑仔在論壇上發恐嚇信威脅他們。此網站的網管恰好是俊毅的朋友，俊毅通過網管確認了數字無誤後，很是吃驚。
此後，凌飛俊毅又一同創作了《貴陽背篼》、《貴陽藥鬼》、《又混過一天》、《高考前後》、《無聊日子》、《貴陽小吃》等歌曲，在網絡上取得了不錯的反響。
2010年，凌飛俊毅在網絡上最出名的一首歌——《敗類》出現了。整首歌通篇髒話，用直白的語言斥責了當時貴陽社會的黑暗面。正因如此，歌曲傳開後，有人在網上發言，認爲他們被抓去坐牢了。
2011年，《窮人脾氣大》發佈。歌曲開頭提到網上有人說他們被抓去坐牢了，他們於是打算通過這首歌“罵這廝兒些”。
隨後，他們各奔東西，開始忙於生活，只有俊毅還陸陸續續創作着一些歌曲。但由於歌詞不再那麼銳利，並沒有多少人聽，甚至還引起了一些網友的不滿。
2016年，俊毅爲赤水創作了旅遊宣傳片《黔行者》。
2017年，俊毅登上央視喜迎十九大的特別節目《還看今朝》·贵州篇，参与了片尾曲《貴州之巔》的制作。
2021年，俊毅接受了Bilibili iyoursoso頻道的採訪。
2022年，凌飛俊毅接受了Bilibili 贵阳青年頻道的採訪。
2023年，俊毅參與了當年春節團拜會文藝演出《團結奮鬥向未來》中貴州方言說唱《數引新藍海》的作詞及編曲。
2023年5月12日，凌飛俊毅時隔12年再次合作，發表歌曲《人五人六》。
2023年7月8日，俊毅參加廣播節目《原創貴州·對話》，對自己20年來的音樂生涯做了總結。其中還首播了凌飛俊毅和中國移動以及國家反詐中心合作的貴陽話說唱《荷包守護計劃》，旨在呼籲大家提防電信詐騙。
俊毅在節目中反復強調自己常被大衆誤解，大家對俊毅的印象大多來自於之前那些“亂七八糟”的歌，但他其實不是專做說唱的，日常生活中也很尊重人。他爲此還專門創作了一首名爲《我，俊毅》的歌，希望消除大家的誤解。

## 重要貴陽話說唱歌曲

### 《貴陽古惑仔》[10]
這是凌飛俊毅合作的第一首歌曲，描述了當時貴陽的古惑仔們的生活狀態。
以下是2022年貴陽青年的採訪中，凌飛分享的一段《貴陽古惑仔》背後的創作故事：
“我寫東西，我說的，寫不著哪樣啊，我說的，寫哪樣嘛？”
“他說的，哪樣東西多，你就往哪方面寫。”
“哦，然後，我說的，哪樣多嘛？他，然後他就給我講，他說的古惑仔多”
“好，然後我們就，我就按著這個方向了嘛。哦，然後我就開始去做做做，就開始亂七八糟地寫。寫了兩個就邊寫邊笑，然後就這樣子，就遭害了嘛。”
當時凌飛俊毅熬了兩個晚上寫出了這首歌的歌詞，伴奏用的是很久以前做的一段45秒的“廢品”。

### 《貴陽背篼》[11]
這首歌描述了當時貴陽“背篼”窮苦的生活現狀。“背篼”指那些在街頭背着背篼，收取少量金錢幫忙扛水泥、運垃圾、擡傢俱的廉價勞動力，多爲老年人，類似於重慶的“棒棒”。
創作靈感來源於某次俊毅請“背篼”幫忙搬家時，看那“背篼”憨厚老實，就將舊衣褲全部送給了他，背篼激動得一個勁重複道謝。

### 《貴陽藥鬼》[15]
“藥鬼”在貴陽話中指吸毒的人，這首歌描寫了當時藏於貴陽的“藥鬼”們的生活現狀，並呼籲大家遠離毒品。

### 《貴陽小吃》[16]
這首歌介紹了貴陽的小吃，由於不含髒話，得以出現在廣播節目《原創貴州·對話》中。

### 《無聊日子》[17]
這首歌講述了吳凌飛的生平經歷和生活狀態。

### 《敗類》[18]
這是凌飛俊毅最爲著名的一首歌。整首歌通篇髒話，用直白的語言斥責了當時貴陽社會的黑暗面。
2015年8月10日，《敗類》因含有淫穢內容被中華人民共和國文化部列入黑名單。

### 《窮人脾氣大》[20]
《敗類》傳開後，有人說凌飛俊毅被抓去坐牢了，這首歌一方面回應了這些謠言，另一方面也感嘆了當時貴陽社會的拜金現象。

### 《人五人六》[21]
這首歌是凌飛和俊毅在發佈《窮人脾氣大》後，時隔12年再次合作的貴陽話說唱。

## 重要非貴陽話說唱歌曲

### 《黔行者》[22]
俊毅爲赤水市創作的旅遊宣傳片。

### 《貴州之巔》[23]
2017年，央視喜迎十九大特別節目《還看今朝》·贵州篇的片尾曲。

### 《我，俊毅》[24]
俊毅希望通過這首歌消除大家對自己的誤解。